# Zedriv
Zedriv, officiellement Guoji Zhijun Automotive Co., LTD, est un constructeur automobile chinois spécialisé dans le développement de véhicules électriques.

## Historique
L'entreprise Zedriv a été fondée le 6 avril 2017 et est située à Ganzhou, dans la province du Jiangxi, en Chine. Son usine de production est située dans la zone de développement économique et technologique de la ville des véhicules à énergie nouvelle.

## Référence
1. ↑  « Présentation de ZEDRIV », sur Zedriv (archive).